# Tarkan Tevetoğlu
Tarkan Tevetoğlu, bolj znan le kot Tarkan, turški pevec, * 17. oktober 1972, Alzey, Porenje - Pfalška, ZRN.
Glasbeno kariero je začel v zgodnjih 90. letih, okrog preloma tisočletja pa je zaslovel tudi zunaj Turčije in bil zaslužen za razcvet turškega popa po vsej Evropi. Med letoma 1992 in 2024 je izdal enajst albumov; njegova mednarodno najbolj znana pesem je »Şımarık«, znana tudi v angleški različici »Kiss Kiss«. Je ustanovitelj glasbene založbe in produkcijske hiše Hitt Müzik.
Poleg glasbene kariere je Tarkan sodeloval v številnih družbenih projektih. V turških medijih je znan kot »megazvezdnik«, v tujih pa kot »princ popa« in »princ Bosporja«. Do danes je prodal več kot 15 milijonov albumov, poleg številnih turških glasbenih nagrad pa je osvojil tudi eno nagrado World Music.

## Zgodnje življenje
Tarkan se je rodil 17. oktobra 1972 v mestu Alzey v tedanji Zahodni Nemčiji. Ime je dobil po turškem stripovskem liku Tarkanu. Družina, v kateri je bilo poleg njega še pet otrok, se je leta 1986 vrnila v Turčijo in se naselila v Karamürselu (provinca Kocaeli). Tu je obiskoval srednjo šolo in se izobraževal v smeri turške klasične glasbe. Potem ko se je njegova družina preselila v Carigrad, je nadaljeval glasbeno izobraževanje v Üsküdarju in začel nastopati na različnih prizoriščih. Po končani srednji šoli je načrtoval selitev v Nemčijo, a je vtem spoznal lastnika založbe İstanbul Plak, za katerega je podpisal pogodbo.

## Pevska kariera
Konec leta 1992 je debitiral z albumom Yine Sensiz, ki se je prodal v 700.000 izvodih. Pri njegovem drugem albumu Aacayipsin (1994) je sodelovalo več uveljavljenih turških pop glasbenikov. Poleg komercialnega uspeha, saj je bil prodan v 2,5 milijona izvodov, je Tarkanu tudi prislužil turško glasbeno nagrado za najboljšega moškega pop izvajalca.
Po poslabšanju odnosov z mediji in upadu popularnosti se je za dve leti preselil v New York, kjer je spoznal Ahmeta Erteguna, ustanovitelja ameriške založbe Atlantic Records. Ertegun je želel producirati Tarkanove pesmi v angleščini, vendar je njegov prvi album v angleškem jeziku, Come Closer, izšel šele leta 2006.
Leta 1997 je ustanovil lastno založbo Hitt Müzik in izdal album Ölürüm Sana, ki se je prodal v 3,5 milijona izvodov in je vseboval mednarodno uspešnico »Şımarık«. Spor glede avtorskih pravic za to pesem s Sezen Aksu – leta 2006 je Tarkan priznal, da pravice v resnici pripadajo Aksu, ostali pa so bili navedeni kot soavtorji brez njene privolitve – je privedel do konca njunega sodelovanja.
Leta 1998 je podpisal pogodbo z multinacionalno založbo Universal Music Group in izdal kompilacijski album Tarkan, ki se je prodal po vsem svetu v 1,5 milijona izvodov in mu prinesel več mednarodnih nagrad. Leta 1999 je bil nagrajen na World Music Awards kot najbolj prodajani turški izvajalec.
Leta 2001 je izdal album Karma, na katerem je močno spremenil tako glasbeni slog kot svoj videz. Čeprav je bil videospot za pesem »Hüp« deležen kritik zaradi po mnenju nekaterih preveč spolno eksplicitne vsebine, se je album prodal v 1,5 milijona izvodih. Leta 2003 se je njegov mini album Dudu prodal v več kot milijon izvodih in osvojil nagrado za pesem leta v Rusiji.
Šesti album Metamorfoz, na katerem je avtor vseh besedil in sedmih skladb, je izdal decembra 2007. Bogat jezik s številnimi frazemi in pregovori je albumu prislužil pohvale turškega lingvističnega združenja, čeprav je bil kritiški sprejem bolj mlačen. Album se je prodal v 200.000 izvodih. Leta 2010 je izšel Adımı Kalbine Yaz, ki se je prodal v 355.000 izvodih in prejel številne glasbene nagrade. Tarkan je ostal dominantna osebnost v turškem popu, pojavljal se je na albumih drugih turških izvajalcev in nastopal v tujini.
Leta 2016 je Tarkan izdal Ahde Vefa, svoj prvi album s klasično turško glasbo, leta 2017 pa je sledil pop album 10. Na vrh turških lestvic sta se uvrstili pesmi »Yolla« in »Beni Çok Sev«. V prvi polovici 2019 je bil Tarkan največkrat pretočno predvajan moški izvajalec v Turčiji.
Njegov singel Geççek leta 2022 je sprožil politično polemiko, potem ko ga je delilo več vidnih opozicijskih politikov.

## Diskografija
| - Yine Sensiz (1992) - Aacayipsin (1994) - Ölürüm Sana (1997) - Karma (2001) - Come Closer (2006) - Metamorfoz (2007) - Adımı Kalbine Yaz (2010) - 10 (2017) - Kuantum 51 (2024) | - Tarkan (1998) - Ahde Vefa (2016) - Dudu (EP, 2003) - Yine Sensiz (remiks) - Metamorfoz Remixes (remiks) |